# Toxorhina mashona
Toxorhina mashona är en tvåvingeart som beskrevs av Alexander 1959. Toxorhina mashona ingår i släktet Toxorhina och familjen småharkrankar.
Artens utbredningsområde är Zimbabwe. Inga underarter finns listade i Catalogue of Life.